# Purple Hat
Purple Hat is een nummer van het Amerikaanse houseduo Sofi Tukker uit 2019. Het is vierde en laatste single van hun derde ep Dancing on the People.
Sofi Tukker schreef "Purple Hat" nadat hun eerste 'Animal Talk Party', een feest dat ze gaven om de sfeer van het wilde uitgaansleven terug te brengen. Het nummer gaat dan ook over zo'n feest. Op dat feest droeg Tucker Halpern een paarse pet, vandaar de titel. Verder wordt in het nummer veelvuldig het woord "people" gebruikt, de inspiratie daarvoor kwam doordat mensen op dat feest veel op elkaars schouder klommen ("People dancing on the people / I got people on the people / people dancing on the people").
Het nummer bereikte de Amerikaanse Billboard Hot 100 niet en viel ook in Nederland buiten de hitlijsten. In Vlaanderen bereikte het de 4e positie in de Tipparade.

## Tracklijst
- Muziekdownload

1. "Purple Hat" - 2:58